# Піанола

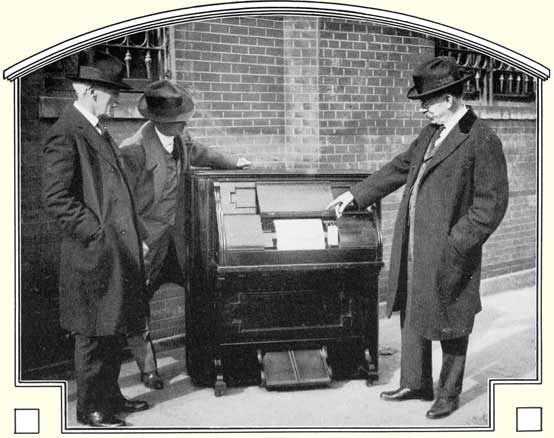
Едвін Воуті (праворуч) з моделлю механічного фортепіано обмеженого виробництва. Фотографія з презентації інструменту в 1922 в Смітсонівському інституті, Вашингтон.

Піанола або механічне фортепіано (англ. pianola, player piano, autopiano) — автоматичний механічний струнно-клавішний музичний інструмент, різновид піаніно. Музика для інструменту заздалегідь записується на перфорованій стрічці та відтворюється за допомогою спеціального пневматичного механізму. Перший зразок сконструйований 1895 року американським майстром Едвіном Скоттом Вотеєм у Детройті. Після приєднання Вотея до компанії «Aeolian Company», інструмент розпочали виготовляти для продаж у США, згодом і для Європи. Найбільшою популярністю піанола користувалася на початку XX століття і викликала особливий інтерес у композиторів, які написали спеціальні твори для цього інструмента. Серед них: Ігор Стравінський, Пауль Гіндеміт, Даріус Мійо, Персі Грейнджер та інші. З появою грамофона, піаноли поступово вийшли з широкого вжитку, і з 1929 року, практично перестали випускатися компаніями-виробниками. У другій половині XX століття до практики використання механічного фортепіано повертається видатний американський і мексиканський композитор-експериментатор Конлон Нанкарроу.